# Шондонг
Шондонг (венда Sơn Đoòng) — печера у В'єтнамі. Печера має найбільший поперечний переріз серед печер світу.  Розташована у північно-центральній частині В'єтнаму в провінції Куангбінь у Національному парку Фонг-Ня-Ке-Банг (венда Phong Nha-Ke Bang), що відомий, як один з найбільших карстових регіонів, що містить сотні печер і гротів..

## Загальний опис
У квітні 2009 року біля кордону Лаосу та В’єтнаму в провінції Куангбінь британські дослідники виявили найбільшу у світі печеру.
Її довжина сягає 9 км, а глибина 200 метрів. Печера має безліч сталактитів і сталагмітів, найбільший з яких має розмір більше 60 метрів, а  спелеотеми мають розмір із бейсбольний м’яч, що є рідкістю. Про її існування знали і раніше, з 1991 року, але попереднім експедиціям не вдавалося досягти її дна. У повідомленні про відкриття, керівник британської групи спелеологів Говард Лімбірт стверджує, що печера, що знаходиться в національному парку Фонгня-Кебанг, є найбільшою у світі. Маючи 150 м завширшки, вона перевершує знамениту «Печеру Оленів» у Малайзії (з шириною 90 метрів, висотою 100 метрів і довжиною — 2 кілометри). Печера має великі камери, в яких може вміститися цілий міський квартал нью-йоркських хмарочосів.
Вік печери оцінюється від двох до п’яти мільйонів років. 
У печері тече підземна річка, яка затоплює деякі частини печери в сезон дощів.
Загальний об'єм печери оцінюється в 38,5 млн м³.
В деяких місцях печери, куди через провали зводу проникає світло, росте трава і дерева.

## Галерея

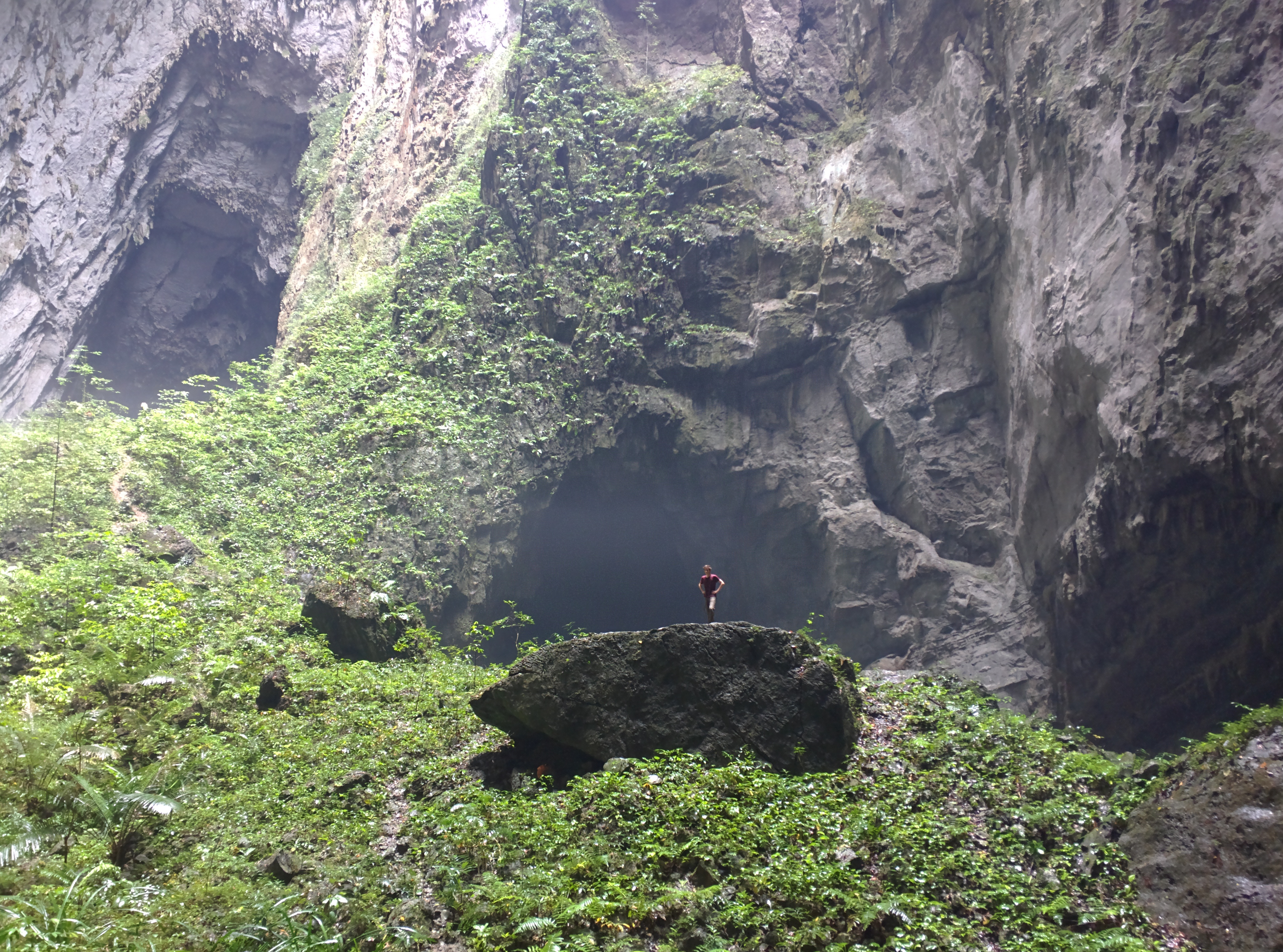
Карстова лійка в печері
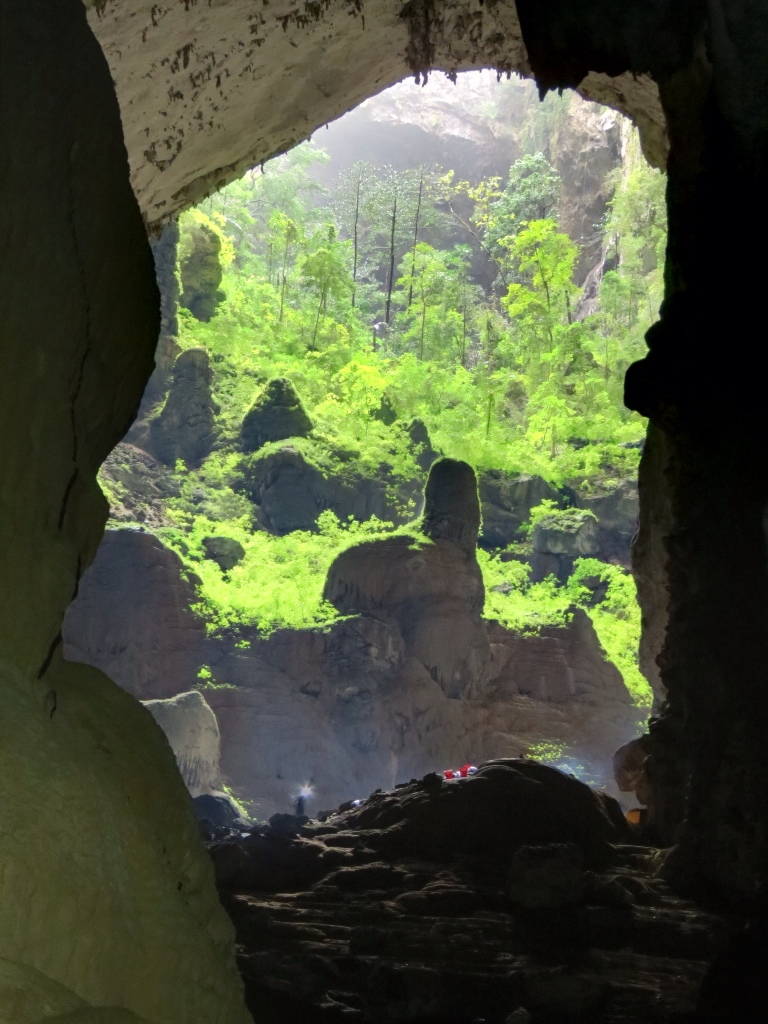
Інший вид з входу в печеру, що показує тропічний ліс у її долині
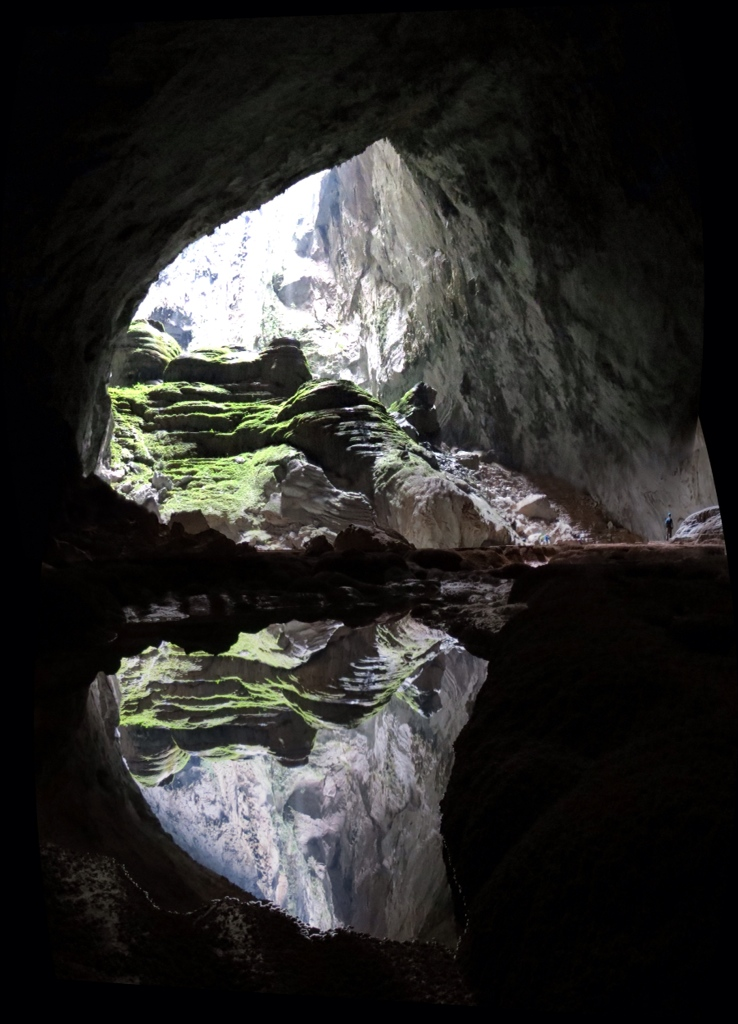
Віддзеркалюючий басейн далі всередині
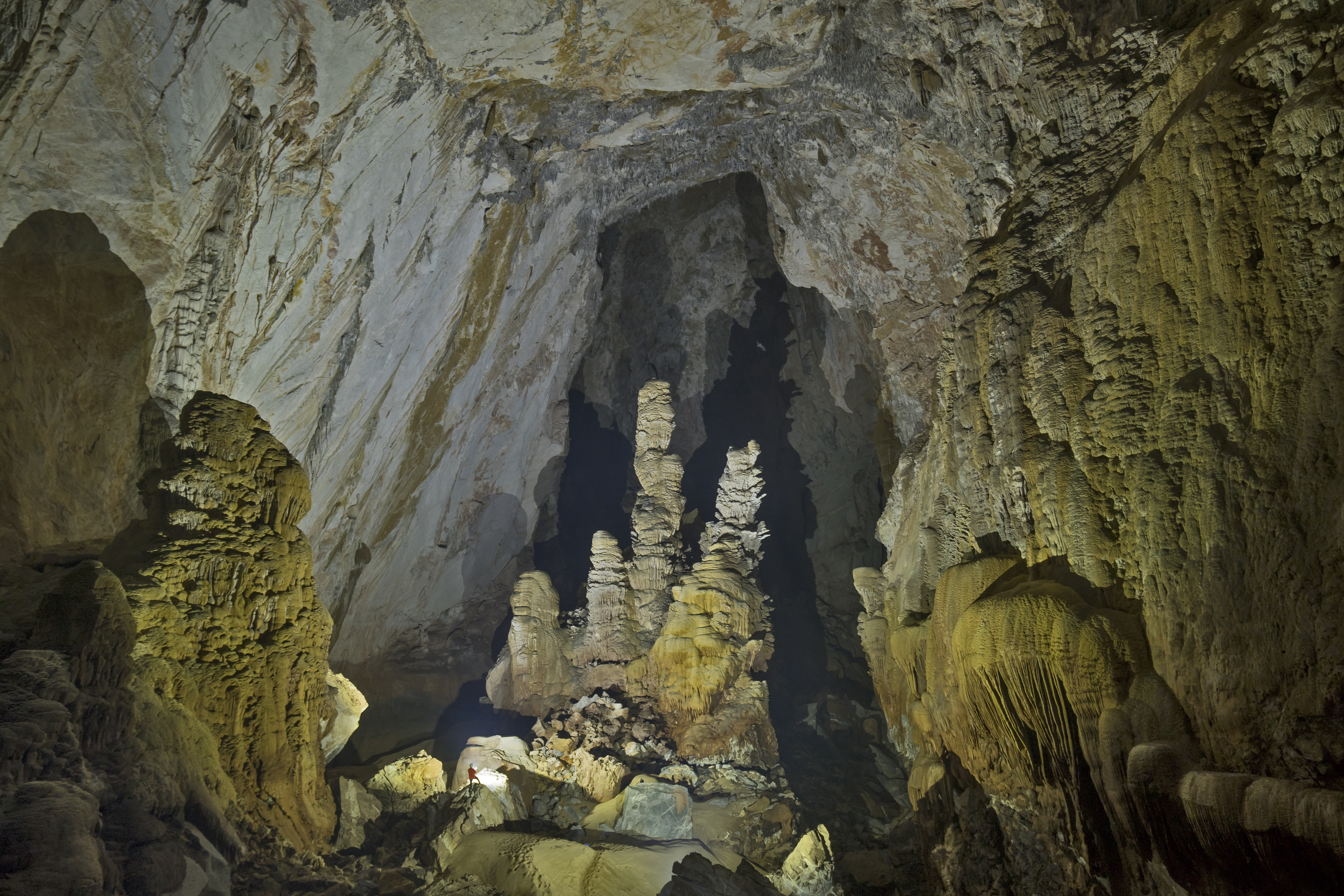
Великі сталагміти в проході Hang Sơn Đoòng у В’єтнамі: висота найвищого була визначена на рівні 70 м (230 фут).
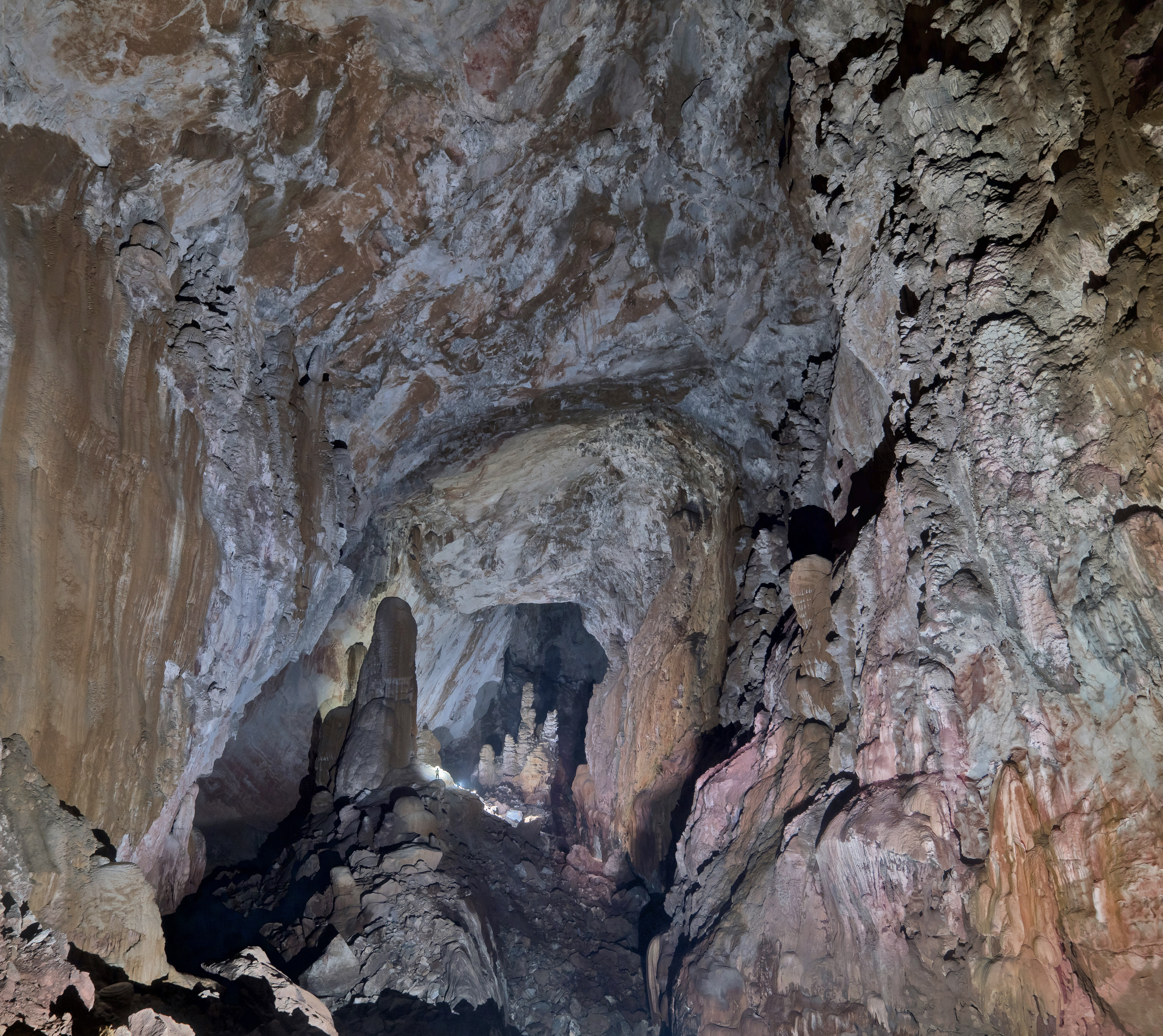
Великі сталагміти в Hang Sơn Đoòng: свідчать, що цей прохід має найбільшу площу поперечного перерізу з усіх печер у світі.
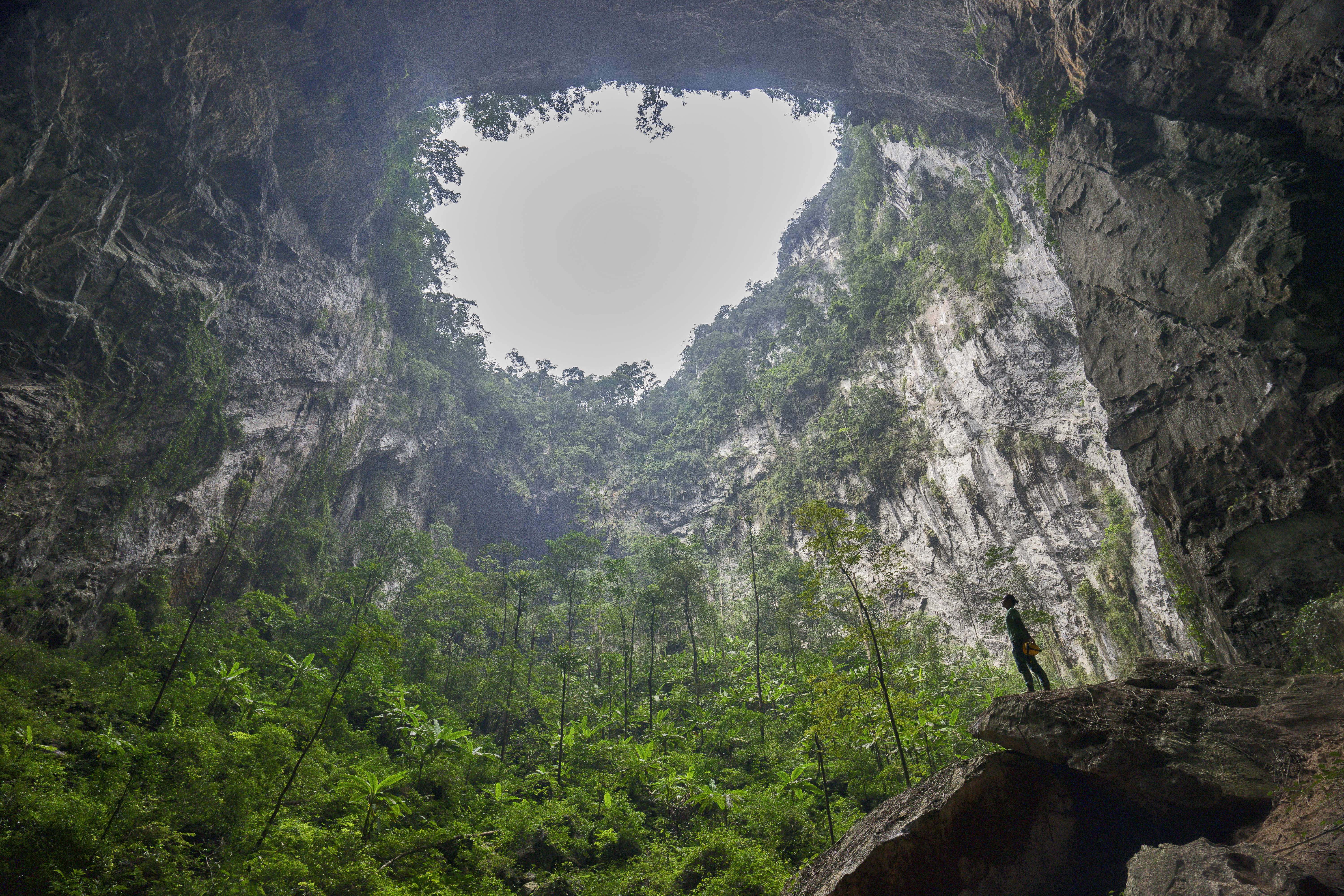
Величезна друга карстова лійка в печері Ханг Сон Донг настільки велика, що всередині ростуть дерева.